# 나이지리아
나이지리아 연방 공화국(영어: Federal Republic of Nigeria, /naɪˈdʒɪəriə/, 문화어: 나이제리아 련방 공화국), 약칭 나이지리아(영어: Nigeria, 문화어: 나이제리아)은 서아프리카에 있는 나라다. 총 면적은 923,769 km2로 북쪽으로는 니제르 공화국, 북동쪽으로는 차드 공화국, 동쪽으로는 카메룬 공화국, 서쪽으로는 베냉 공화국과 맞닿아 있으며 남쪽으로는 대서양의 기니만을 면하고 있다. 36개의 주와 1개의 연방 수도 지구로 이루어져 있으며, 나이지리아에 있는 라고스는 아프리카에서 인구가 가장 많은 도시일 뿐만 아니라 세계에서도 손꼽히는 대도시권이다.
기원전 제2천년기 이래로 다양한 토착 국가와 왕국이 나타났으며, 기원전 15세기에 녹 문화를 바탕으로 나타난 국가가 최초로 통일 국가를 세웠다. 19세기에 이르러 대영제국의 식민 지배를 받았으며 1914년에 대영제국의 식민 행정가 프레더릭 루가드가 남나이지리아 보호령과 북나이지리아 보호령을 병합하면서 오늘날 나이지리아의 영토가 만들어졌다. 대영제국은 행정과 사법 제도를 구성하는 한편 전통 군장국가들을 통해 간접통치를 했다. 1960년 10월 1일에 정식으로 독립했으며, 1967년부터 1970년까지 나이지리아의 내전인 비아프라 전쟁을 겪었고 1999년에 민주주의가 정착되기 전까지 여러 차례의 군사 독재를 겪었다. 2015년 나이지리아 대통령 선거에서는 현직 대통령이 처음으로 재선에 실패했다.
나이지리아는 250개가 넘는 민족이 살면서 500개가 넘는 언어가 쓰이는 다민족 국가다. 주요 민족으로는 북부의 하우사풀라인, 서부의 요루바족, 동부의 이보족이 있으며 이 세 민족이 전체 인구의 약 60%를 차지한다. 공용어는 영어로 국가 수준에서 언어적 단결을 용이하게 하기 위해 채택했다. 인구의 약 절반은 무슬림으로 주로 북부에 살고, 나머지 절반은 기독교인으로 주로 남쪽에 산다. 나이지리아는 2015년 기준으로 세계에서 5번째로 무슬림 인구가 많은 나라이자 6번째로 기독교인 인구가 많은 나라로, 일부 소수는 토착 종교를 믿는다. 나이지리아의 헌법은 종교의 자유를 보장한다.
나이지리아는 아프리카에서 인구가 가장 많은 나라이자 세계에서 7번째로 인구가 많은 나라로, 2019년 말 기준 추정 인구는 2억 6백만 명이다. 나이지리아의 경제 규모는 2020년 기준으로 명목 국내 총생산이 4,430억 달러, 구매력 평가 기준 국내 총생산이 1조 달러로 아프리카에서 가장 크며 구매력 평가 기준 국내 총생산으로는 세계에서 24번째로 크다. 나이지리아를 많은 인구와 큰 경제 규모 때문에 '아프리카의 거인'이라고 부르기도 하며 아프리카의 지역 강국, 국제 사회의 미들 파워, 신흥국, 신흥 시장으로 분류한다. 그러나 인간 개발 지수는 2019년 기준으로 세계 161위로 하위국에 속하며, 일인당 명목 국민 총소득은 2,030 달러로 하위 중간소득국에 속한다.

## 어원
나이지리아의 나라 이름은 나이지리아를 통과하는 나이저강에서 유래했다. 나이저강의 이름은 투아레그인들이 나이저강을 큰 강들이라는 뜻의 '니게레웬(n-igerewen)'이라고 부른 데에서 유래한 것으로 추정한다.

## 역사

### 초기 역사
기원전 15세기부터 기원후 200년까지 녹 문화가 번성했는데, 실물 크기의 테라코타 유물들을 남겼으며 이 가운데 일부는 사하라 이남 아프리카에서 가장 오래된 조각품으로 추정한다. 또한 기원전 550년 즈음이나 그 이전에 철을 제련했다. 에누구주의 은수카와 레자, 오피에서 철을 제련한 유적들이 나왔다. 10세기 즈음에 이보족이 은리 왕국을 세웠으며 1911년에 대영 제국에게 멸망할 때까지 이어졌다. 서아프리카에서 로스트 왁스 주조법으로 만든 청동 유물 가운데 가장 오래된 유물이 은리 왕국의 영향력 아래에 있었던 도시인 이그보우쿠에서 발굴됐다. 요루바족이 세운 이페와 오요 제국은 각각 12세기와 14세기에 세력을 키웠다.
하우사인의 역사 기록물인 카노 연대기는 하우사인들의 도시 국가인 카노와 하우사인들의 주요 도시들의 역사를 10세기부터 다룬다. 7세기부터 이슬람교가 전파되면서 오늘날의 나이지리아 지역은 흑인의 땅이라는 뜻의 '빌라드 앗수단' 또는 '수단'이라고 불렀다. 주민들이 북아프리카의 아랍, 무슬림 문화를 일부 받아들였기 때문에 사하라 종단 무역을 하면서 넓은 의미의 이슬람 세계의 일원으로 여겨졌다. 중세의 아랍, 무슬림 사학자들과 지리학자들은 카넴-보르누 제국을 이 지역에서 이슬람 문명의 거점으로 언급했다.

### 식민 지배 이전
16세기에 포르투갈 제국의 탐험가들이 노예 해안의 라고스와 칼라바르에서 유럽인으로는 최초로 남부 나이지리아의 주민들과 직접 교역을 했다. 유럽인과의 해안 교역은 대서양 노예 무역의 시작이기도 했다. 칼라바르는 대서양 노예 무역 시기에 가장 큰 노예 무역 항구 가운데 한 곳이 됐다. 그 밖의 주요 노예 무역 항구로는 라고스의 바다그리와 비아프라만의 보니섬이 있었다. 이 시기에 주요 항구와 내륙지를 잇는 노예 무역로가 여러 개 만들어졌다. 노예 무역에 참여했던 왕국 가운데 남쪽의 베닌 제국과 남서쪽의 오요 제국, 남동쪽의 아로 연맹이 활발하게 참여했다. 베닌 제국은 19세기까지 존속했으며, 오요 제국은 17세기 말부터 18세기 초에 영토가 가장 넓었다.
북쪽에서는 하우사인들의 도시 국가들이 끊임없이 싸우고 카넴-보르누 제국이 쇠퇴하는 동안 풀라인들이 발흥하기 시작했다. 19세기에 이르러 풀라인들의 지도자 우스만 단 포디오가 하우사 왕국들을 상대로 전쟁을 벌여 승리를 거두었고, 중앙 집권화된 소코토 칼리파국을 세웠다. 소코토 칼리파국의 공용어는 아랍어였으며 우스만 단 포디오와 그의 자손들은 전사들을 모든 방향으로 보냈다. 소코토 칼리파국은 남쪽으로는 오요 제국의 일부를 점령하고 대서양에 도달하고자 이바단을 향해 나아갔다. 소코토 칼리파국의 술탄들은 점령지에 종주국을 세우고 이슬람 문명을 전파하고자 에미르들을 보냈고, 에미르들은 무역과 노예 제도로 부와 권력을 얻었다. 1890년대에 세계에서 가장 많은 노예 인구는 소코토 칼리파국의 영토에 집중적으로 있었으며 그 수는 약 200만 명이었다. 소코토 칼리파국은 1903년에 유럽 열강에 무너지기 전까지 식민지 시대 이전의 아프리카 국가로서는 가장 큰 국가 가운데 하나였다.

### 영국령 나이지리아

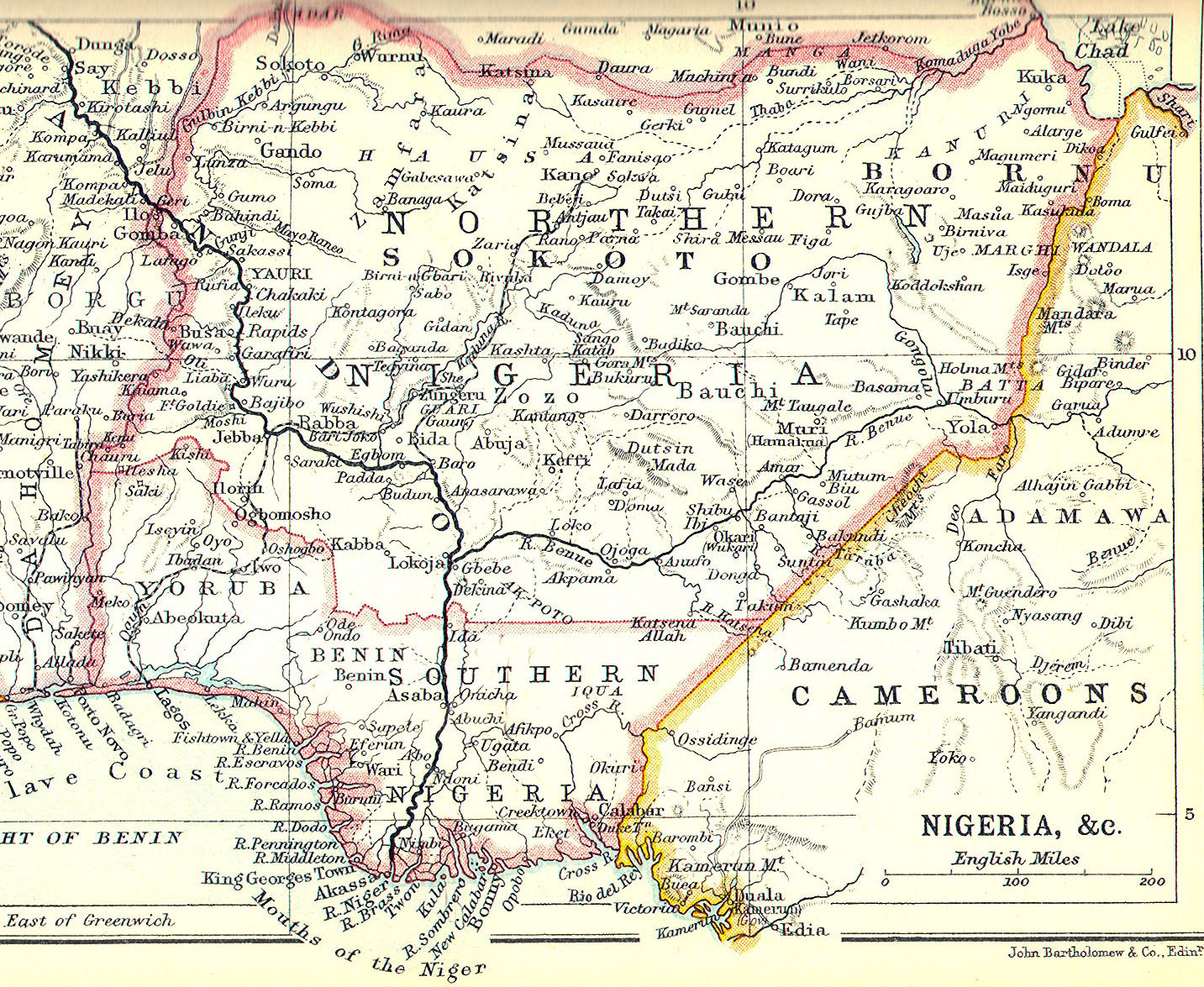
1914년경 나이지리아 지도

1807년에 영국이 대서양 노예 무역을 금지한 뒤로 밀수꾼들은 해안에서 현지 노예 상인들과 불법으로 노예를 매매했다. 영국 왕립해군의 서아프리카 함대는 바다에서 밀수꾼들을 막으려 했다. 구조된 노예들은 원래 영국에서 해방된 노예들을 재정착시키기 위해 서아프리카에 세웠던 프리타운으로 보내졌다. 영국은 1851년에 라고스를 포격하며 현지의 권력 투쟁에 개입했고, 노예 무역에 우호적이던 코소코왕을 폐위하고 영국에 우호적이던 아키토예를 왕으로 세운 뒤 1852년 1월 1일에 라고스에서 노예 무역을 금지하는 조약을 맺었다. 영국은 1861년 8월에 라고스를 왕령식민지로 합병했고, 그 뒤로 내륙 지방으로 진출했다. 1864년에 요루바족 출신 새뮤얼 아자이 크라우더가 아프리카인으로는 처음으로 성공회의 주교가 됐다.
영국은 1885년에 베를린 회담에서 서아프리카에서의 세력권을 다른 유럽 열강들로부터 인정받았고, 이듬해에 영국에서 왕립 나이저 회사가 칙허를 받았다. 왕립 나이저 회사는 19세기 말부터 20세기 초까지 나이저강 주변의 많은 왕국들을 복속시켰다. 1900년에 왕립 나이저 회사령이 영국 정부의 직할지가 됐고, 영국 정부는 대영 제국의 한 부분으로 남나이지리아 보호령을 세웠다.
1902년에 영국은 소코토 칼리파국을 향해 북쪽으로 향하기 시작했다. 영국 식민지성은 영국군 장교 프레더릭 루가드에게 해당 계획을 수행할 임무를 부여했다. 루가드는 소코토 칼리파국과 그 남쪽의 에미르들 사이에서 경쟁의식을 부추겼다. 영국군이 수도 소코토에 다다르자 술탄 무하마두 아타히루 1세는 영국군을 상대로 빠르게 항전 태세를 갖추었지만 패배했고, 무하마두 아타히루 1세와 그의 많은 추종자는 소코토를 떠나 피신했다. 북동쪽에서는 카넴-보르누 제국이 쇠퇴하는 사이 영국의 영향력 아래에 있던 보르노 에미르국이 세력을 키웠다.
1903년 3월 13일에 소코토의 대시장 광장에서 소코토 칼리파국의 대재상이 공식적으로 영국에게 통치권을 넘겼고, 영국은 새 술탄으로 무하마두 아타히루 2세를 세웠다. 영국은 북나이지리아 보호령을 세우고 무하마두 아타히루 1세의 군대와 싸워 이긴 뒤 그를 살해했다. 1906년에 이르러서 영국은 영국의 지배에 저항하는 세력을 모두 진압했다. 1914년 1월 1일에 영국은 남나이지리아 보호령과 북나이지리아 보호령을 나이지리아 식민지 보호령으로 정식 통합했다. 다만 행정상으로는 남나이지리아와 북나이지리아, 라고스 식민지를 나누어 통치했다. 해안가가 있는 남나이지리아의 주민들은 영국 및 다른 유럽 세력과 경제적, 문화적으로 더 많이 교류했다. 기독교 선교사들은 보호령에 서양식 교육 기관들을 세웠다. 영국은 간접 통치를 하면서 이슬람 전통을 인정했고, 선교사들이 무슬림이 많은 북부에서 선교하는 것을 권장하지 않았다. 남부의 학생 가운데 일부는 고등교육을 받고자 영국으로 가기도 했다. 1960년에 나이지리아가 독립했을 때 지역별로 현대식 교육의 접근성이 차이가 있었다. 남부와 북부의 차이는 나이지리아의 정치에도 영향을 미쳤다. 일례로 북나이지리아는 1936년까지 노예제를 폐지하지 않았으나 다른 곳은 식민지 지배를 받기 시작한 지 얼마 지나지 않아 폐지했다.
제2차 세계 대전 이후 나이지리아에서 민족주의와 독립 요구가 일어났고, 영국은 나이지리아에 자치 제도를 도입했다. 20세기 중엽에 이르자 아프리카 전역에서 탈식민지화가 일어났고, 나이지리아는 1960년에 독립했다.

### 독립과 제1공화국
나이지리아는 1960년 10월 1일에 영국으로부터 독립해 나이지리아 연방이 됐으며, 총독은 은남디 아지키웨, 명목상 국가원수와 나이지리아의 여왕은 영국의 군주 엘리자베스 2세였다. 나이지리아 연방의 초대 정부는 아마두 벨로가 이끄는 북부 무슬림 중심의 북부인민회의, 아지키웨가 이끄는 이보족 및 기독교인 중심의 나이지리아 카메룬 국민평의회가 연립해 구성했다. 야당은 오바페미 아월로워가 이끄는 요루바족 중심의 행동단체로 비교적 진보적이었다. 독립 당시 3개 주류 민족이었던 북부의 하우사풀라인, 동부의 이보족, 서부의 요루바족 사이에서는 문화적, 정치적 차이가 컸다. 1961년에 남카메룬이 카메룬으로 편입되자 나이지리아의 북부가 남부보다 더 커지면서 정치상 균형이 깨졌다. 1963년에 나이지리아 연방 공화국이 세워졌으며 초대 대통령으로 아지키웨가 취임했다.

### 군정과 내전

비아프라의 독립 선언 당시 영토

1966년이 되자 정치적 불안과 부정부패로 두 차례의 쿠데타가 일어났다. 첫 번째 쿠데타는 1966년 1월에 이보족 군인들과 소령 이매뉴얼 이페아주나, 중령 추쿠마 카두나 은제오구가 일으켰다. 쿠데타 세력은 아마두 벨로와 나이지리아의 총리 아부바카르 타파와 발레와를 살해했고 북부와 서부 지역의 명망가들을 살해하는 데 성공했으나 정부를 구성하는 데 어려움을 겪었다. 나이지리아 상원의장 은와포르 오리주는 권력을 이보족 소장 존슨 아그이이론시에게 이양했다. 그해 7월에 북부 출신 장교들의 주도로 반쿠데타가 일어나 야쿠부 고원이 정권을 장악했고, 북부의 이보족들이 박해받고 동부로 피란을 떠나며 북부와 남부 사이의 갈등이 높아졌다. 1967년 5월에 동부주 주지사 중령 추쿠에메카 오두메구 오주쿠가 비아프라를 세우고 연방 공화국으로부터 독립을 선언했다. 비아프라가 독립을 선언하고 1967년 7월 6일에 나이지리아군이 비아프라를 공격하면서 비아프라 전쟁이 일어났다. 비아프라 전쟁은 30개월 동안 이어졌고, 비아프라의 교역과 보급을 봉쇄한 끝에 1970년 1월에 끝났다. 30개월 동안 이어진 내전으로 동부주에서 죽은 사람의 수는 백만 명에서 3백만 명에 이른다. 프랑스와 이집트, 소련, 영국, 이스라엘 등이 막후에서 전쟁에 깊게 관여했는데, 영국과 소련은 나이지리아 정부에 군사 지원을 제공했고, 가말 압델 나세르는 나이지리아에 전투기 조종사들을 파병했으며 프랑스와 이스라엘은 비아프라를 지원했다. 콩고 민주 공화국 정부는 나이지리아 정부를 향한 지지를 밝히고 수천 명의 병력을 파병했다.
전쟁이 끝난 뒤 나이지리아는 1970년대에 석유 붐의 이익을 누렸다. 그러나 군부는 석유로 얻은 이익을 국민의 삶의 질을 개선하거나 사회 기반 시설에 투자하는 데 거의 쓰지 않았다. 석유로 얻은 이익이 많아져 각 주에 주는 보조금이 많아지자 중앙 정부는 권력 투쟁의 장이 됐다. 석유 생산량과 이익이 많아지자 나이지리아 정부는 석유 수입에 크게 의존했다. 1975년 7월에 소장 셰후 무사 야르아두아와 조지프 난벤 가르바가 쿠데타를 일으켰고, 야쿠부 고원은 영국으로 망명했다. 쿠데타 세력은 고원의 독재 정치를 준장 세 명이 참여하는 삼두 정치로 바꾸려 했으며, 최고군사회의가 준장 세 명의 결정에 반대할 수 있었다. 대장 무르탈라 모하메드가 국가원수, 대장 올루세군 오바산조가 참모총장, 중장 테오필루스 단주마가 육군참모총장에 올랐으며 물가 상승을 막고자 엄격한 조치를 취하고, 부패조사국을 설치했으며, 군정 장관들을 새 장교로 교체하고, '데드우드 작전'을 펼쳐 공무원 1만 1천 명을 해임했다.
1976년 2월에 대령 부카 수카 딤카가 쿠데타를 일으키고 무르탈라 모하메드를 암살했지만 군 내부에서 지지를 받지 못했고, 쿠데타는 실패해 딤카와 쿠데타 주동자들은 5월 15일에 공개 처형됐다. 쿠데타 미수가 있고 나서 오바산조가 국가원수가 됐고, 오바산조는 무르탈라 모하메드의 정책을 계속 펼쳤다. 오바산조는 북부 출신 인사들이 소외감을 느끼지 않도록 셰후 무사 야르아두아를 참모총장에 임명했고, 오바산조와 야르아두아, 단주마의 삼두 정치를 구성해 군정을 펼쳤으며 권력 이양 계획을 준비했다.

### 민정과 제2공화국
1977년에 새 헌법을 만들기 위한 제헌의회 선거가 열렸으며 이듬해 9월 21일에 새 헌법이 공포됐고 정치행위 금지가 풀렸다. 1979년에 5개의 당이 경쟁한 선거를 거쳐서 나이지리아 국민당의 셰후 샤가리가 대통령에 당선됐다. 1979년 10월 1일에 샤가리가 대통령으로 취임했고, 오바산조는 샤가리에게 나이지리아 역사에서 최초로 평화적으로 권력을 이양했다.
샤가리 정부는 나이지리아 사회에서 모든 분야에서 부패했다는 인식을 받았다. 1983년 8월에 있었던 선거에서 국민당은 승리를 거두었지만 선거 과정에서 폭력과 다양한 부정이 있었다는 주장이 나왔고, 선거 부정으로 법정 공방을 벌였다. 또한 유가가 떨어지고 국가 재정이 악화하면서 샤가리 정부는 인기를 잃었다.

### 군정과 제3공화국
1983년 12월 31일에 나이지리아군의 주요 장성들이 쿠데타를 일으켜 제2공화국이 무너졌으며 소장 모하마두 부하리가 국가원수에 올랐다. 부하리는 개혁을 약속했지만 큰 진전은 없었고, 1985년에 대장 이브라힘 바방기다가 쿠데타를 일으키고 군사통치위원회를 세워 정권을 장악했다. 1986년에 바방기다는 나이지리아 정치국을 설치하고 제3공화국으로 전환하기 위한 조사를 시행했다. 1989년에 바방기다는 제3공화국으로 전환하기 위한 계획을 만들기 시작했는데, 1990년에 쿠데타 미수를 겪고 민주화를 1992년으로 미루었다. 바방기다는 창당을 합법화했으며 1992년 총선을 앞두고 사회민주당과 국민공화협의회의 양당 체제를 구축했다. 양당 체제는 정치국의 조언에 따른 것이었고, 바방기다는 모든 국민들에게 두 당 가운데 한 곳에 가입하라고 했다.
1993년 6월 12일에 대통령 선거가 열렸고, 개표 결과가 공식적으로 발표되지는 않았지만 사회민주당의 모슈드 아비올라가 국민공화협의회의 바시르 토파를 상대로 승리를 거두었으나 바방기다는 선거 결과를 무효화했고, 전국에서 시위가 일어났다. 결국 8월에 바방기다는 어니스트 쇼네칸을 국가원수 대행으로 임명하고 나서 민간에 권력을 이양하겠다고 밝혔다. 바방기다 정부는 가장 부패한 정부, 나이지리아에 부패 문화를 만든 데 책임이 있는 정부라는 평가를 받았다.
1993년 말에 대장 사니 아바차가 쿠데타를 일으켜 쇼네칸이 이끄는 임시 정부를 전복했고, 군사를 동원해 시민 불복종을 진압했다. 군사 정부는 오고니족 노인 살인 사건을 조작해 환경운동가 켄 사로위와를 교수형에 처했다. 1999년에는 아바차와 연계된 수억 달러의 계좌가 발견됐다. 아바차는 유럽의 은행으로 돈을 빼돌렸고 장교와 정치인들을 체포하고 매수하며 쿠데타 음모를 막았다. 아바차는 1998년에 대통령 관저에서 죽은 채 발견됐고, 그의 후임자인 대장 압둘살라미 아부바카르는 1999년 5월 5일에 새 헌법을 채택하고 다당제 선거를 보장했다.

### 민주화와 제4공화국
1999년 5월 29일에 아부바카르는 1999년 나이지리아 대통령 선거의 승자이자 전 대통령 올루세군 오바산조에게 권력을 이양했다. 비록 1999년과 2003년 나이지리아 대통령 선거가 자유롭고 공정하지 못하다는 비판을 받았지만, 이 시기에 나이지리아 정부는 부패를 해소하고 경제를 발전시키기 위한 개선에 힘썼다. 2007년 나이지리아 대통령 선거에서 우마루 야르아두아가 승리를 거두었고, 국제 사회는 선거에 흠이 있었다고 비판했다. 당시 대통령 오바산조는 선거에서 과실이 있었다는 점을 인정했지만, 선거 결과가 여론을 반영했다고 말했다. 오바산조는 또한 텔레비전 연설에서 국민들이 후임자의 승리를 좋아하지 않으면 4년 뒤에 또 투표할 기회가 있을 것이라고 말했다. 야르아두아는 대통령직을 수행하던 도중 2010년 5월 5일에 죽었고, 당시 부통령이었던 굿럭 조너선이 대통령직을 승계했다. 조너선은 2011년 나이지리아 대통령 선거에서 대통령으로 당선됐고, 국제 사회는 폭력 사태나 선거 사기가 비교적 적어 잘 진행됐다고 평가했다.
2015년 나이지리아 총선거를 앞두고 세 주요 야당인 나이지리아 행동의회와 진보변혁회의, 범나이지리아인민당, 그리고 일부 정파가 모여 범진보의회당을 창당했다. 2015년 나이지리아 대통령 선거에서 전 국가원수 모하마두 부하리가 대통령으로 당선돼 현직 대통령이 처음으로 재선에 실패했다. 선거는 공정했다고 평가를 받았으며 조너선은 패배를 인정하고 소요의 위험을 줄인 공로를 인정받았다. 한편, 보코 하람은 선거 기간에도 투표소에 가는 유권자에게 총격을 가하거나 투표소를 파괴하는 등의 테러를 했고, 이로 인해 41명이 죽었다. 부하리는 2019년 나이지리아 대통령 선거에서 재선에 성공했다.

## 자연환경

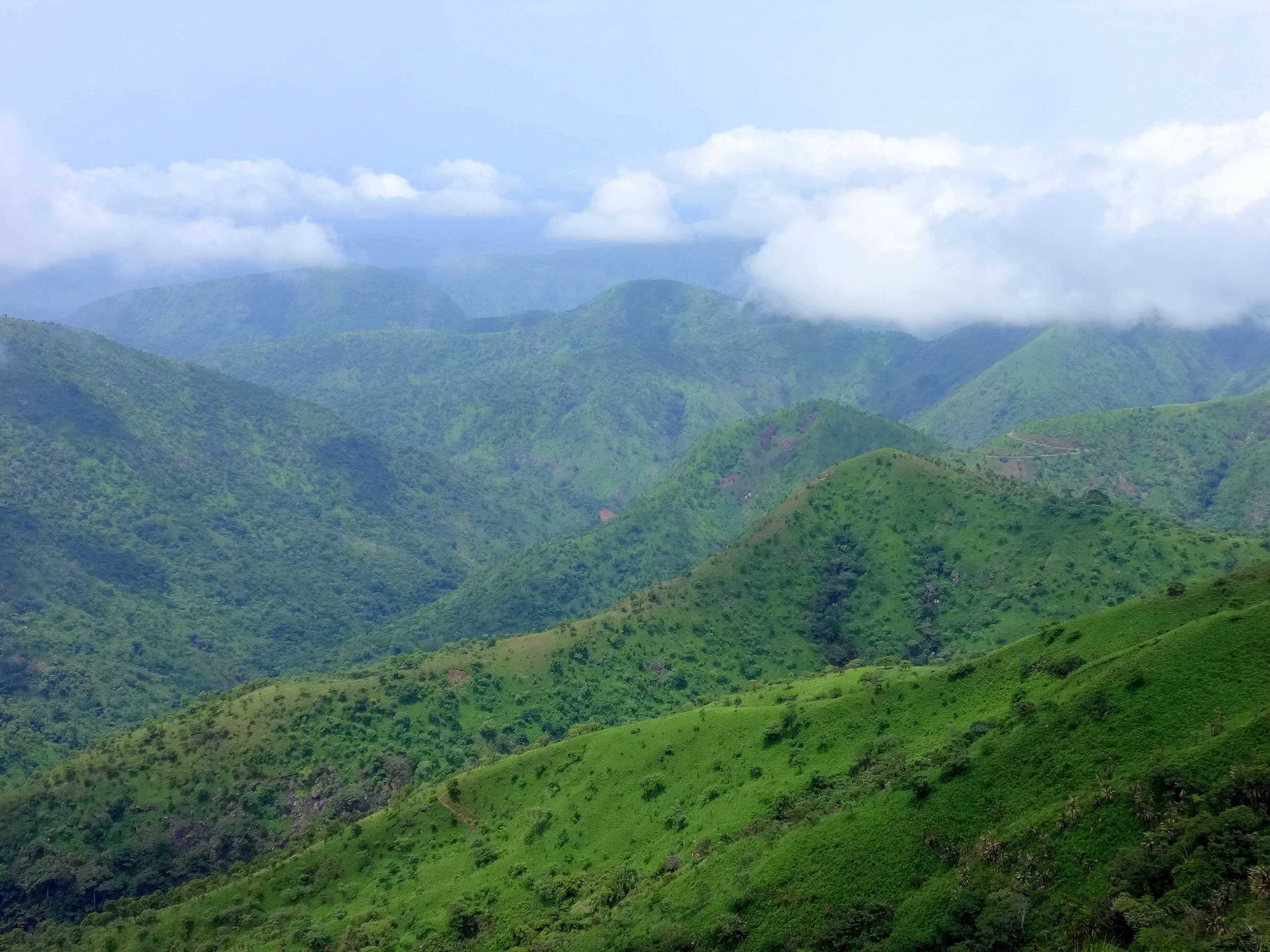
오부두고원의 산맥(2017년)

나이지리아의 총면적은 923,769 km2로 세계에서 32번째로 크다. 가장 높은 곳은 차팔와디산으로 높이는 해발 2,419 m이다. 주요 강으로는 나이저강과 베누에강이 있으며 나이저강 삼각주를 이룬다. 나이저강 삼각주는 세계에서 가장 큰 삼각주 가운데 하나고, 중앙아프리카의 대규모 맹그로브 삼림 지역이기도 하다.
나이지리아의 지형은 나이저강 유역과 해안 평야, 동부의 산지, 북부의 하우사고원으로 이루어져 있다. 해안 지대는 열대우림이고 내륙부는 열대 사바나로 북쪽으로 갈수록 강우량이 줄어든다.
나이저강 삼각주는 석유 산업이 발달한 곳으로 심각한 기름 유출과 같은 환경 문제들이 여러 번 일어나 갈등을 일으켰다. 나이지리아의 주요 환경 문제로는 하수 처리와 같은 폐기물 관리, 탈산림화와 토양 열화, 기후 변화 등이 있다. 주요 도시에서 폐기물 관리 문제가 심각하게 일어나는 원인으로는 도시화, 빈곤, 지방 정부의 미숙함, 계획성이 없는 산업 계획 등이 꼽힌다. 일부 해결책은 환경에 더 나쁜 영향을 미쳐 수로와 지하수가 오염될 수도 있는 곳에 처리하지 않은 폐기물을 쌓아두는 결과를 낳았다.
2005년 유엔식량농업기구의 조사 결과에 따르면 나이지리아는 전 세계에서 탈산림화 비율이 가장 높았다. 1990년부터 2010년 사이에 나이지리아에서는 8,193,000 헥타르의 지피 식생이 파괴됐다.

## 정치

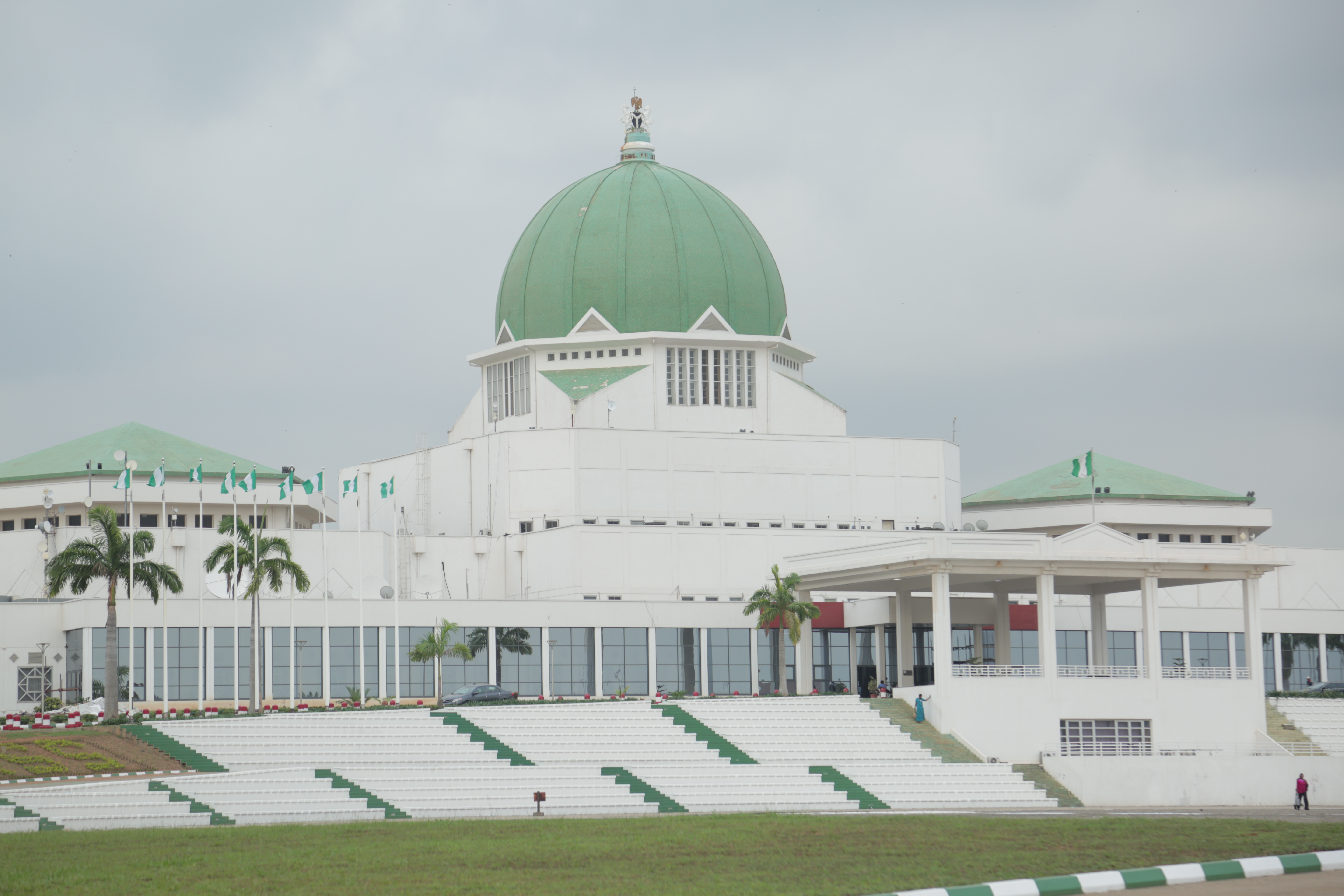
아부자의 나이지리아 국회의사당

나이지리아는 미국을 본따 연방 공화국 제도를 채택했으며 행정권은 대통령에게 있다. 대통령은 국가원수이자 정부수반으로 선거를 통해 4년의 임기를 두 번 지낼 수 있다. 대통령의 권력은 나이지리아 국민의회를 이루는 상원과 하원이 견제한다. 상원은 109석으로 각 주에서 세 명, 아부자에서 한 명을 뽑으며 4년에 한 번씩 선거로 뽑는다. 하원은 360석으로 각 주에서 인구 비례에 따라 뽑는다.
자민족 중심주의와 부족 중심주의, 종교 박해, 보답 차원의 후견주의는 독립 이전과 이후 모두에 정치의 발전을 막았다. 모든 주요 정당들은 선거에서 이기고자 부정 선거나 탄압에 관여한 바 있다. 국립 정책 전략 연구소의 보고서에 따르면 1983년 이전에 있었던 선거에서는 오직 1959년과 1979년에 있었던 선거만이 조직적인 부정이 없었다. 세계은행의 아프리카지역 부행장을 지낸 오비 에제크웨실리는 2012년에 나이지리아는 독립 이후로 부패로 4천억 달러를 잃었다고 주장했다.
하우사풀라인과 요루바족, 이보족은 나이지리아의 주요 민족으로, 역사상으로 정치에서 우위를 차지했고 세 민족 사이의 경쟁은 적대감을 키웠다. 비아프라 전쟁 이후 남부에서는 민족주의가 힘을 얻어 분리주의 운동 단체가 일부 나타났지만 많은 지지를 받지는 못했다.

### 법
나이지리아에는 세 종류의 법체계가 있다. 영미법은 영국의 식민 지배에서 유래했으며 독립한 뒤로 독자적으로 발전했고, 관습법은 전통 가치와 관습에서 유래했으며, 샤리아는 무슬림이 많은 북부 지역에서만 쓰인다. 샤리아는 곰베주와 나이저주, 바우치주, 보르노주, 소코토주, 요베주, 잠파라주, 지가와주, 카노주, 카두나주, 케비주, 카치나주에서만 쓰인다.

### 외교

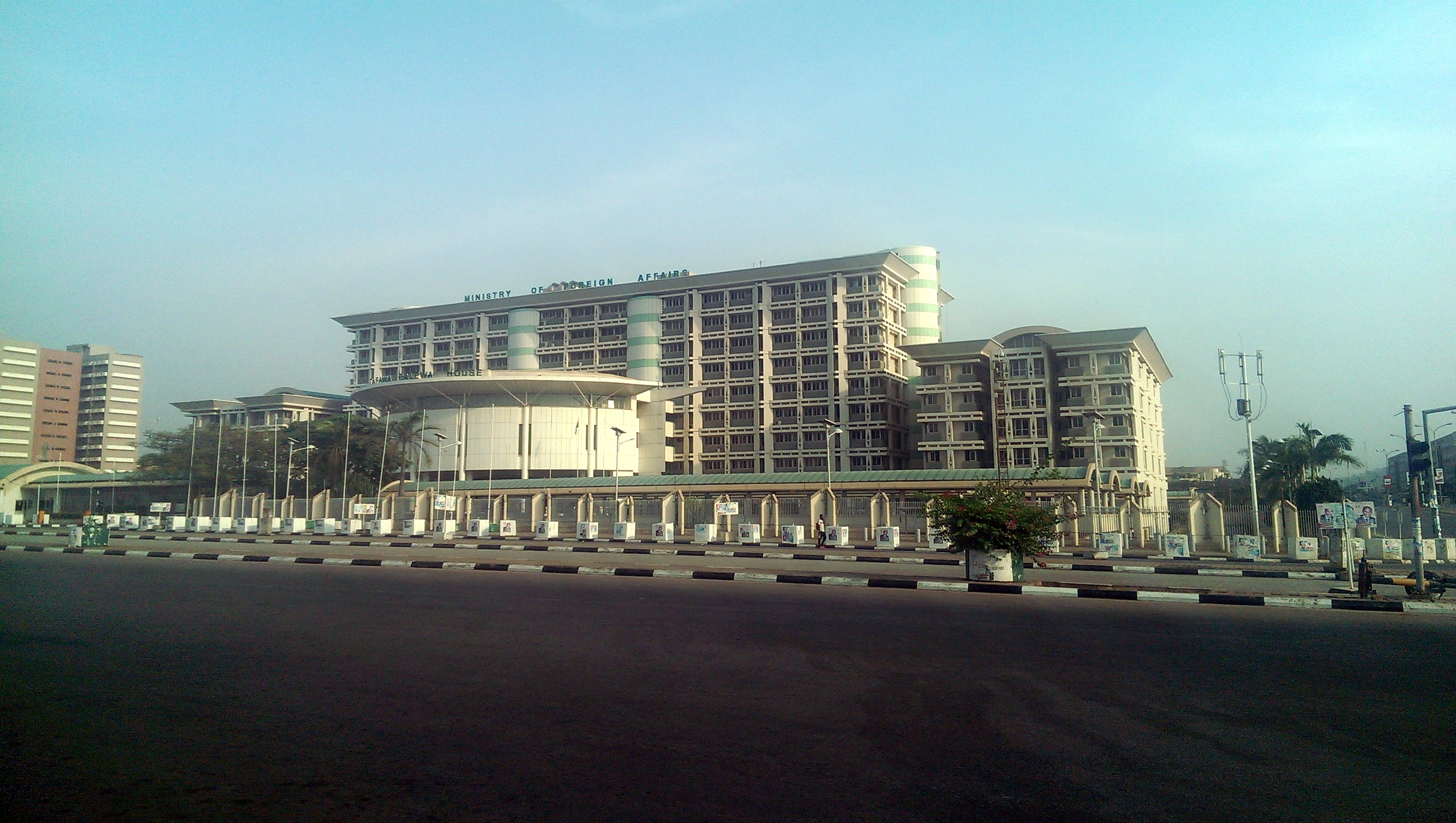
아부자의 나이지리아 외교부 청사

나이지리아는 독립한 뒤로 아프리카의 통합을 외교정책의 중심으로 삼고 남아프리카 공화국의 아파르트헤이트에 반대하는 운동을 주도했다. 1960년대에는 이스라엘과 긴밀한 관계를 맺기도 했는데, 이스라엘은 나이지리아 국회의사당을 짓는 데 도움을 주었다. 나이지리아의 외교 정책은 1970년대에 비아프라 전쟁이 끝난 뒤 시험대에 올랐다. 나이지리아는 사하라 이남 아프리카에서 백인 소수 정권에 반대하는 운동을 지원했다. 아프리카 연합의 전신인 아프리카 단결 기구의 창설 회원국이며, 서아프리카 경제공동체 감시단 활동을 지원했고, 서아프리카 경제 공동체를 주도했다.
나이지리아는 아프리카 중심주의의 입장을 취하며 콩고 위기 당시 독립한 지 얼마 지나지 않아 유엔의 요청으로 군병력을 파견했다. 또한 1970년대에 범아프리카주의 및 독립 단체들을 지지하며 앙골라 해방인민운동과 남서아프리카 인민기구 등을 지원했고, 포르투갈령 모잠비크와 로디지아의 백인 소수 정부에 반대하는 세력에 도움을 주었다.
나이지리아는 비동맹 운동의 회원국으로, 2006년 11월에 아부자에서 다양한 분야에서의 남-남 결합을 증진하기 위한 아프리카-남아메리카 회담을 열었다. 나이지리아는 또한 국제형사재판소 협약을 비준했으며 영연방의 회원국이다. 사니 아바차가 집권하던 때인 1995년에 영연방 회원국 자격 정지 처분을 받았으나 1999년에 해제됐다.
나이지리아는 1970년대 이래로 국제 석유 산업 분야에서 두각을 나타냈으며 1971년 7월에 사하라 이남 아프리카의 나라로는 처음으로 석유 수출국 기구에 가입했다. 주요 석유 생산국으로서의 입지 때문에 국제 관계에서 때때로 선진국 및 개발도상국들과 불안한 관계를 빚기도 한다.
2000년 이후로 나이지리아와 중화인민공화국 사이의 교역이 크게 늘었다. 2000년부터 2016년 사이에 두 나라 사이의 총교역량이 104억 달러가량 늘었다. 그러나 두 나라 사이의 전체 교역량의 80%가 중국의 수출이 차지하고, 나이지리아는 중국으로부터 수입하는 양이 중국에 수출하는 양보다 열 배가 더 많아 심각한 무역수지 불균형이 일어나 나이지리아에서 주요 정치 문제로 떠올랐고, 나이지리아의 경제는 값싼 수입품에 과도하게 의존하며 자국 산업에 큰 손해를 입었다.
나이지리아는 조선민주주의인민공화국과는 1976년에, 대한민국과는 1980년에 수교했다. 1960년 7월에 당시 주서독 대한민국 대사였던 손원일이 나이지리아를 친선 방문하고, 상호 간의 이해 증진과 외교 관계 수립과 관련해 원칙적인 합의를 보았다. 1980년 2월 22일에 나이지리아와 대한민국은 국교 수립에 합의해 3월 24일에 이코이 호텔에 공관을 개설했고, 7월 1일에 공관을 임차해 영사 업무를 개시했으며, 1982년 12월에 청사 부지를 확보한 뒤 1984년 8월 13일에 청사를 준공하고 입주했다. 1996년 3월에 아부자에 사무소를 열었다. 나이지리아는 1987년 12월에 서울특별시에 대사관을 설치했다.

### 행정 구역

나이지리아의 행정 구역도

나이지리아는 36개 주와 1개의 연방 수도 지구로 이루어져 있다. 지정학적 관점에 따라 각 주를 북서 지역, 북동 지역, 중북 지역, 남서 지역, 남동 지역, 남남 지역으로 구분하기도 한다.
| - 아비아주 - 아다마와주 - 아콰이봄주 - 아남브라주 - 바우치주 - 바이엘사주 - 베누에주 - 보르노주 - 크로스리버주 | - 델타주 - 에보니주 - 에도주 - 에키티주 - 에누구주 - 곰베주 - 이모주 - 지가와주 - 카두나주 | - 카노주 - 카치나주 - 케비주 - 코기주 - 콰라주 - 라고스주 - 나사라와주 - 나이저주 - 오군주 | - 온도주 - 오순주 - 오요주 - 플래토주 - 리버스주 - 소코토주 - 타라바주 - 요베주 - 잠파라주 | - 연방 수도 지구 |

## 경제

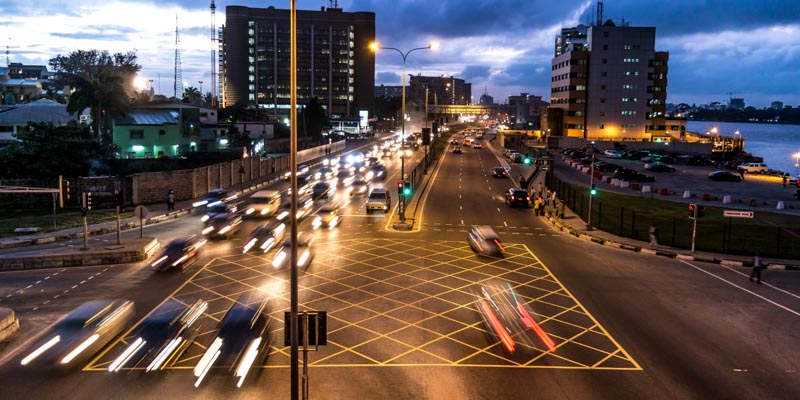
라고스의 야경(2014년)

나이지리아는 혼합 경제 신흥 시장으로 분류한다. 세계은행의 발표에 따르면 하위 중간소득국에 속한다.
나이지리아의 구매력 평가 기준 국내 총생산은 2020년 기준으로 1조 달러로 세계에서 24번째로 크다. 1970년에 석유 붐이 일어났을 때 나이지리아는 기반 시설에 투자할 자본을 마련하고자 많은 외채를 졌는데, 1980년대 석유 공급과잉으로 유가가 떨어지자 외채를 갚는 데 어려움을 겪었고 결국 채무 상환 불이행을 선언했다. 군부 통치와 부패, 잘못된 행정이 경제 발전을 저해했는데, 민주화와 경제 개혁이 이루어지며 경제가 성장했다.
외화 수입은 석유 수출이 가장 많이 차지하며 그다음은 외국의 나이지리아인 노동자가 보내는 송금액이다.

### 농업
2019년 기준으로 나이지리아 인구의 약 35%가 농업에 종사한다. 농업은 나이지리아의 외화 수입에서 한 부분을 차지한다.
주요 작물로는 옥수수, 서곡, 수수, 마, 카사바, 쌀, 외, 토란, 참깨, 코코아콩, 고무 등이 있다.

### 석유 산업과 광업
나이지리아는 세계에서 12번째로 석유를 많이 생산하는 나라이며 8번째로 많이 수출하는 나라다. 2019년 기준으로 나이지리아의 수출액은 약 648억 달러로, 이 가운데 석유 수출액이 451억 달러로 전체 수출액의 약 70%를 차지한다. 나이지리아의 1일 석유 생산량은 2019년 기준으로 1,945,863 배럴로 전 세계 생산량의 약 2%를 차지하며, 석유 수익이 국가 수입(收入)의 약 ⅔을 차지한다. 나이지리아 석유 산업의 고질적인 문제로 나이저강 삼각주 일대에서 석유 기업과 현지인들 사이의 갈등, 석유 시설의 훼손, 심각한 환경 손상, 치안 문제가 있다.
석유 이외의 자원으로는 천연가스, 석탄, 철반석, 탄탈석, 금, 주석, 철광석, 석회암, 나이오븀, 납, 아연 등이 있다.

### 제조업
나이지리아는 카노와 아베오쿠타, 오니차, 라고스를 중심으로 가죽과 방직 산업이 발달했고, 은네위에는 나이지리아의 자동차 기업인 이노슨 모터스가 있다. 오군주에는 공장이 많이 있어 라고스와 함께 나이지리아 산업의 중심으로 여겨진다.

## 사회

### 인구

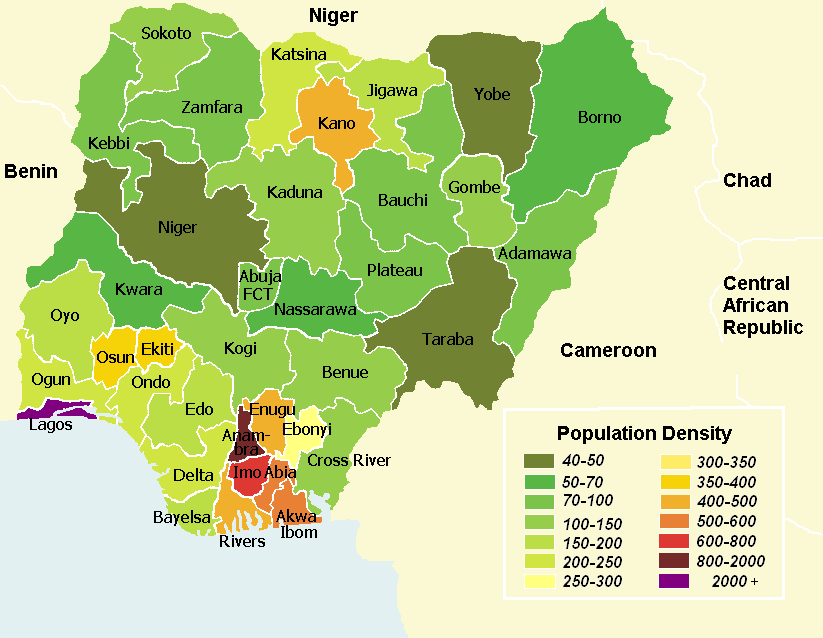
나이지리아의 주별 인구 밀도

나이지리아의 인구는 2023년 말 추정치로는 2억 3천만 명으로, 1990년부터 2009년 사이에 5,700만 명이 늘어 인구 증가율이 59%를 기록했다. 인구의 약 41.7%는 14살 이하고, 20.3%가 15살에서 24살 사이, 30.6%가 25살에서 54살 사이, 4.1%가 55살에서 64살 사이, 3.3%가 65살 이상이고, 중위연령은 18.6살이다. 2017년 기준으로 나이지리아는 아프리카에서 인구가 가장 많은 나라로 아프리카 전체 인구의 약 17%를 차지한다. 유엔은 2100년이 되면 나이지리아의 인구는 5억 5백만 명에서 10억 명 사이가 되리라 추정했다.
나이지리아의 최대 도시는 라고스로 인구는 1950년에 30만 명이었지만 2017년에 1,340만 명으로 늘었다.

### 민족
나이지리아에는 250개가 넘는 민족이 있으며 다양한 언어와 문화가 공존한다. 주요 민족으로는 하우사인과 요루바족, 이보족이 있으며, 하우사인이 전체 인구의 30%, 요루바족이 15.5%, 이보족이 15.2% 정도를 차지한다.
19세기 중엽에 아프리카계 쿠바인 및 아프리카계 브라질인 해방 노예들과 시에라리온 출신 이민자들이 라고스와 다른 지역에 공동체를 형성했다. 시에라리온 이민자는 사로(Saro), 브라질 해방 노예는 아마로(Amaro)라고 불렀으며, 이민자들 가운데 상당수는 상업에 종사하거나 선교사가 됐다.

### 언어

나이지리아의 언어 지도

나이지리아에서는 500개가 넘는 언어가 쓰인다. 나이지리아의 국가 공용어는 영어로, 2003년에 조사한 바에 따르면 약 6,000만 명이 제2언어로 영어를 썼으며 2005년에 조사한 바에 따르면 영어에서 파생된 나이지리아 피진 화자도 3,000만 명이었다. 세계화의 영향에 따라 시골보다는 도시에서 영어로 소통하는 경우가 많다.
나이지리아에서 주로 쓰이는 언어로는 6,300만 명이 쓰는 하우사어와 4,000만 명이 쓰는 요루바어, 2,700만 명이 쓰는 이보어, 1,400만 명이 쓰는 풀라어, 800만 명이 쓰는 카누리어, 400만 명이 쓰는 티브어 등이 있다. 프랑스어를 쓰는 나라들로 둘러싸여 있어서 학교에서 프랑스어를 가르치기도 한다.

### 종교
| 나이지리아의 종교 분포(2018년) | 나이지리아의 종교 분포(2018년) | 나이지리아의 종교 분포(2018년) | 나이지리아의 종교 분포(2018년) | 나이지리아의 종교 분포(2018년) |
| ------------------------------ | ------------------------------ | ------------------------------ | ------------------------------ | ------------------------------ |
|                                |                                |                                |                                |                                |
| 이슬람교                       | 이슬람교                       |                                | 53.5%                          | 53.5%                          |
| 기타 기독교                    | 기타 기독교                    |                                | 35.3%                          | 35.3%                          |
| 가톨릭교                       | 가톨릭교                       |                                | 10.6%                          | 10.6%                          |
| 기타                           | 기타                           |                                | 0.6%                           | 0.6%                           |

나이지리아의 주요 종교는 이슬람교와 기독교로 신자의 수가 엇비슷하며 일부 소수는 전통 신앙이나 다른 종교를 믿는다. 1952년 인구 조사에 따르면 전체 인구에서 무슬림은 47.4%, 기독교인은 21.1%, 기타 신자는 31.6%였고, 1963년 인구 조사에서 무슬림은 47.2%, 기독교인은 34.3%, 기타 신자는 18.5%였다. 퓨 연구소가 2010년에 조사한 바에 따르면 인구의 49.3%는 기독교인, 48.8%는 무슬림이었으며 1.9%는 다른 종교를 믿거나 종교를 믿지 않았다. 같은 기관에서 2015년에 발표한 자료에 따르면 인구의 50%는 무슬림이었고 48.1%는 기독교인이었다. 《월드 팩트북》에 따르면 2018년 기준으로 인구의 53.5%는 무슬림이고 45.9%는 기독교인이었다. 주요 민족별로 보면 하우사인은 주로 이슬람교를 믿고, 이보족은 주로 기독교를 믿으며 요루바족은 기독교인과 무슬림이 모두 많다.
나이지리아는 사하라 이남 아프리카에서 무슬림 인구가 가장 많은 나라로, 무슬림은 북서쪽과 북동쪽에 많으며 남서쪽에도 많은 수가 있다. 나이지리아 무슬림의 대부분은 수니파의 말리크파에 속하나 샤피이파와 시아파에 속하는 소수도 있다. 북쪽에 있는 주에서는 샤리아를 적용하는데 이를 두고 논란이 있다.
기독교인은 주로 남쪽에 많은데, 개신교와 토착 기독교인은 서쪽에 많으며 가톨릭교 신자는 남동부에 많다. 신자 수가 가장 많은 교회는 나이지리아 성공회다.

### 내부 갈등

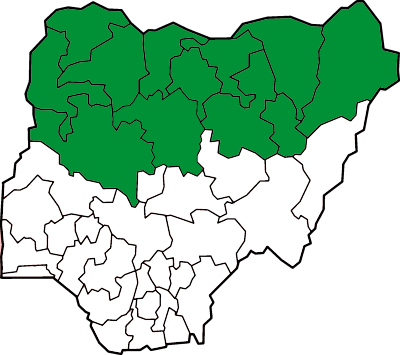
나이지리아에서 샤리아를 쓰는 주(녹색)

나이지리아는 독립 이래로 파벌간 긴장과 폭력에 봉착했으며, 특히 석유가 나는 나이저강 삼각주 지대에서 석유의 통제권을 얻기 위한 갈등이 잦아 나이저강 삼각주 분쟁의 원인으로 작용했다. 오고니족과 같은 일부 민족은 석유 생산으로 심각한 환경 피해를 보았다.
2002년에는 미스 월드 대회가 아부자에서 열릴 예정이었지만 일부 보수적인 무슬림들이 대회 개최에 반대했고, 나이지리아 여성 아미나 라왈이 간통 혐의로 샤리아에 따라 투석형을 선고받자 일부 대회 참가자들이 참가하지 않겠다고 밝혔으며, 투석형은 취소됐지만 그 뒤 일간지 《디스데이》에서 "무함마드가 살아있었더라면 대회 참가자 가운데 한 명을 아내로 삼았을 것이다."라는 사설을 실어 카두나 등지에서 무슬림과 기독교인 사이에서 폭력 사태가 일어나 약 250명이 죽고 수백 명이 다쳤다. 2006년에는 윌란스 포스텐 무함마드 만평 논란이 나이지리아에서도 이어져 폭동이 일어나 수십 명이 죽고 교회가 불탔다. 2010년에는 조스에서 무슬림과 기독교인 사이에서 충돌이 벌어져 500여 명이 죽었다.
2002년부터는 보코 하람이 샤리아에 입각한 나라를 세우고자 활동을 시작했다. 보코 하람은 2011년부터 2018년 사이에 37,000명 이상을 사망에 이르게 했다. 보코 하람은 2014년 치복 납치 사건, 2015년 바가 학살 등을 일으켰으며, 나이지리아는 베냉, 차드, 카메룬, 니제르와 합동 군사 작전을 펼쳐 보코 하람 소탕에 나섰다.
2016년 4월에 인구의 대부분이 기독교인인 베누에주의 아가투에서 풀라족 목동들이 마을 10곳에서 수백 명을 살해했다. 또한 학교와 병원, 종교 시설, 경찰서 등이 파괴됐고, 유엔 난민 기구 나이지리아 대표는 이 정도의 파괴는 본 적이 없다고 말했다. 2019년 2월에는 카두나주의 카주루에서 풀라인 130명이 살해됐다.

### 범죄
나이지리아에는 상당한 조직범죄 연결망이 있다. 나이지리아의 범죄 조직은 헤로인과 코카인은 밀수와 강한 연관이 있다. 기니만에는 선박의 종류를 가리지 않고 공격하는 해적들이 있다. 2013년 1월부터 6월 사이에 납치된 선원 30명 가운데 28명은 나이지리아에서 납치됐다. 또한 419 사기(419 scam), 나이지리아 사기(Nigerian scam)라고 부르는 신용 사기가 유명하다. 이 사기는 사기꾼과 은행이 공모하며 피해자에게는 많은 돈을 송금해 줄 것이라고 속이면서 은행 계좌 정보를 요구하고, 피해자의 은행 계좌에서 돈을 인출한 뒤 수수료를 부과하는 수법을 쓴다.

## 문화

### 요리
나이지리아 요리는 소스를 만들 때 팜유나 땅콩유와 함께 다양한 향신료와 향미료를 쓰며 고추로 매운맛을 내기도 한다. 만찬을 열 때는 화려하고 풍성하게 차리며 시장이나 노점에서도 다양한 음식을 제공한다.

### 문학
나이지리아 출신의 유명한 작가로는 아프리카 출신으로 처음으로 노벨 문학상을 받은 월레 소잉카와 《모든 것이 산산이 부서지다》를 쓴 치누아 아체베가 있다. 다른 유명 작가로는 맨부커상 수상 작가 벤 오크리, 아동문학가 시프리안 에크웬시, 아프리카계 영국인 작가 부치 에메체타, 《보랏빛 히비스커스》를 쓴 치마만다 응고지 아디치에, 환경운동가 켄 사로위와, 네뷸러상과 휴고상을 받은 은네디 오코라포르 등이 있다.

### 영화
나이지리아의 영화 산업은 놀리우드라고 부르며 볼리우드에 이어 세계에서 두 번째로 큰 영화 산업이다. 나이지리아의 영화 스튜디오는 주로 라고스와 카노, 에누구에 있으며 현지 경제에서 큰 부분을 차지한다. 2014년 기준으로 나이지리아 영화 산업은 국내총생산의 1.4%에 이바지했다.

### 스포츠
나이지리아에서 가장 인기가 있는 스포츠는 축구다. 나이지리아 축구 국가대표팀의 별명은 '수퍼 이글스(Super Eagles)'로 FIFA 랭킹은 1994년 4월에 아프리카 대표팀 가운데에서는 가장 높은 순위인 5위를 기록한 적이 있으며 나이지리아 U-23 축구 국가대표팀은 1996년 하계 올림픽 축구 남자에서 금메달을 얻어 아프리카 대표팀으로는 처음으로 올림픽 축구에서 금메달을 얻은 대표팀이 됐다.
나이지리아 농구 국가대표팀은 2012년 하계 올림픽 농구 예선에서 그리스 농구 국가대표팀과 리투아니아 농구 국가대표팀을 꺾고 본선에 진출해 관심을 끌었다. 유명한 선수로는 네이스미스 농구 명예의 전당에 헌액된 하킴 올라주원이 있다.
2018년 동계 올림픽 봅슬레이에서는 나이지리아 여자 2인승 대표팀이 아프리카의 대표팀으로는 처음으로 본선에 진출하는 기록을 세웠다.
권투도 인기가 있다. 유명 권투 선수로는 세계 타이틀 보유자 딕 타이거와 새뮤얼 피터 등이 있다.